# SV Hafen Rostock 61
Der SV Hafen Rostock von 1961 e. V. ist ein Sportverein in der mecklenburgischen Hafenstadt Rostock.

## Struktur
Der 1990 als Nachfolger der Betriebssportgemeinschaft (BSG) Schiffahrt/Hafen Rostock gegründete Sportverein hat seinen Schwerpunkt im Fußballsport, sowohl bei den Männern als auch für lange Zeit bei den Frauen. In weiteren Abteilungen werden die Sportarten Tischtennis und Volleyball angeboten (Stand 2024).
Im Jahr 2024 zählt der Verein insgesamt 517 Mitglieder. Davon sind 397 in der Abteilung Fußball, 90 in der Abteilung Tischtennis und 23 in der Abteilung Volleyball aktiv.
Als Sportstätte steht das Stadion am Damerower Weg für 2500 Zuschauer mit 500 Sitzplätzen zur Verfügung. Außerdem verfügt der Verein über einen Kunstrasenplatz. Der Verpächter der Sportanlagen ist die WIRO.

## Entwicklung der Abteilung Fußball

### Männerfußball
Bereits bei der BSG Schiffahrt/Hafen spielte der Fußballsport eine hervorgehobene Rolle. Die BSG wurde am 27. Oktober 1961 mit den Sektionen Fußball und Handball gegründet. Trägerbetrieb war der 1960 im Zusammenhang mit dem Bau des Rostockers Überseehafens entstandene VEB Seehafen Rostock. Später kamen Sportarten wie Faustball, Kegeln, Volleyball, Eishockey, Tennis, Tischtennis und Segeln hinzu. Einen überregionalen Bekanntheitsgrad erreichten allerdings nur die Fußballspieler.
1968 erreichte die Fußballmannschaft erstmals die Bezirksliga Rostock, die 3. Spielklasse im DDR-Fußball, aus der man als Tabellen-15. zunächst postwendend wieder abstieg. Nachdem sofortigen Wiederaufstieg 1970 wurde bereits 1972 nach zwei Finalspielen gegen Empor Saßnitz (5:0 und 1:3) die Rostocker Bezirksmeisterschaft erspielt und damit der erstmalige Aufstieg in die zweitklassige DDR-Liga, der man dann mit Ausnahme der Saison 1985/86 und 1987/88 bis zu ihrem Ende 1990 angehörte. Mit verantwortlich für diesen Erfolg waren die Ex-Nationalspieler des FC Hansa Rostock Wolfgang Barthels und Herbert Pankau, die nach Ende ihrer Hochleistungskarriere zu Schiffahrt/Hafen gewechselt waren und der Hansa-Oldie Kurt Zapf als Trainer.
Mit zuletzt steigender Tendenz wurde Schiffahrt/Hafen eine feste Größe in der Liga und erreichte in der Saison 1980/81 den Staffelsieg. In der Aufstiegsrunde zur DDR-Oberliga mit den vier andern Staffelsiegern verpasste Rostock mit dem 4. Platz den Aufstieg. 1983 wiederholte sich das Prozedere, allerdings mit dem letzten Platz in der Aufstiegsrunde. 1984 hatte die Mannschaft eine Phase erreicht, in der sie ohne hochkarätige ehemalige Oberligaspieler auskommen musste und der Verlust der inzwischen zurückgetretenen Stützen der Mannschaft wie Heinz Pinkohs, Peter Sykora und Kapitän Gerhard Balandies zu kompensieren war. Mit Beginn der Saison 1984/85 war zudem die DDR-Liga von fünf auf zwei Staffeln reduziert worden. All das trug dazu bei, dass Schiffahrt/Hafen am Ende der Spielzeit Drittletzter der Ligastaffel A wurde und damit in die Bezirksliga absteigen musste. Bis 1988 pendelte die Mannschaft zwischen Bezirks- und DDR-Liga, erst danach hatte sie sich soweit konsolidiert, dass der Klassenerhalt in der DDR-Liga bis zum Ende des DDR-Fußballspielbetriebes gesichert werden konnte.
Mit Übernahme des ostdeutschen Fußballs durch den DFB wurde die Mannschaft, nun als SV Hafen 61 Rostock auftretend, zur Spielzeit 1991/92 in die damals drittklassige Oberliga Nordost eingegliedert. Inzwischen hatten die tiefgreifenden gesellschaftlichen und sportlichen Veränderungen die Mannschaft so beeinträchtigt, dass der Klassenerhalt nicht geschafft werden konnte. In den folgenden fünf Jahren musste der SV Hafen in der Verbandsliga Mecklenburg-Vorpommern spielen, 1997 folgte der Abstieg in die sechstklassige Landesliga. 2001 gelang zwar die Rückkehr in die Verbandsliga, doch nach dem erneuten Abstieg 2007 wurde die Mannschaft anschließend bis in die (nach Einführung der 3. Liga anno 2008 nur noch) achtklassige Bezirksliga durchgereicht. Erst 2010 glückte der Wiederaufstieg in die nun nur noch 7.-klassige Landesliga.
Im Jahr 2024 ist die erste Männermannschaft in die Verbandsliga Mecklenburg-Vorpommern aufgestiegen.
| Ligenübersicht Männerbereich        | Ligenübersicht Männerbereich        | Ligenübersicht Männerbereich |
| ----------------------------------- | ----------------------------------- | ---------------------------- |
| 1961/62                             | 2. Kreisklasse Rostock-Stadt        | 7. Liga                      |
| 1962/63                             | 1. Kreisklasse Rostock-Stadt        | 6. Liga                      |
| 1963–1966                           | 1. Kreisklasse Rostock-Stadt        | 5. Liga                      |
| 1966–1968                           | Bezirksklasse Rostock               | 4. Liga                      |
| 1968/69                             | Bezirksliga Rostock                 | 3. Liga                      |
| 1969/70                             | Bezirksklasse Rostock               | 4. Liga                      |
| 1970–1972                           | Bezirksliga Rostock                 | 3. Liga                      |
| 1972–1985                           | DDR-Liga                            | 2. Liga                      |
| 1985/86                             | Bezirksliga Rostock                 | 3. Liga                      |
| 1986/87                             | DDR-Liga                            | 2. Liga                      |
| 1987/88                             | Bezirksliga Rostock                 | 3. Liga                      |
| 1988–1991                           | DDR-Liga                            | 2. Liga                      |
| Ewige Tabelle der DDR-Liga: Rang 29 |                                     |                              |
| 1991/92                             | Oberliga Nordost                    | 3. Liga                      |
| 1992–1997                           | Verbandsliga Mecklenburg-Vorpommern | 4./5. Liga                   |
| 1997–2001                           | Landesliga M-V Staffel West         | 6. Liga                      |
| 2001–2007                           | Verbandsliga Mecklenburg-Vorpommern | 5. Liga                      |
| 2007/08                             | Landesliga M-V Staffel Ost          | 6. Liga                      |
| 2008/09                             | Bezirksliga M-V Staffel Nord        | 8. Liga                      |
| 2009/10                             | Landesklasse M-V Staffel IV         | 8. Liga                      |
| 2010–2016                           | Landesliga M-V Staffel Nord         | 7. Liga                      |
| 2016–2018                           | Landesklasse M-V Staffel IV         | 8. Liga                      |
| 2018–2024                           | Landesliga M-V Staffel Nord         | 7. Liga                      |
| seit 2024                           | Verbandsliga Mecklenburg-Vorpommern | 6. Liga                      |

### Frauenfußball
Seit 2005 besitzt der SV Hafen eine Abteilung Frauenfußball. Sie hat ihren Ursprung allerdings schon im Jahr 1970, als bei der BSG Post Rostock eine Frauenfußball-Sektion gegründet wurde. Der Aufbau des Rostocker Frauenfußballs war in jenen Jahren untrennbar mit dem Namen Josef (Jupp) Pilz verbunden, der langjährig die Fußballfrauen betreute. In dieser Zeit nahm die Mannschaft auch regelmäßig an den Bestenermittlungen in der DDR teil. 1979 wurde man bei der DDR-Bestenermittlung Dritter, hinter Motor Mitte Karl-Marx-Stadt und Aufbau Dresden Ost. Diesem Turnier wohnten in Templin 3.100 Zuschauer bei. 1990 wurde die BSG Post Rostock letzter DDR-Meister gegen Wismut Chemnitz.
Nach der Wende spielte die Mannschaft in der Regionalliga Nordost. 1991 trat die Abteilung dem F.C. Hansa Rostock bei. Schon zwei Jahre später wechselte sie wieder den Verein. Nunmehr spielte sie beim Polizei SV Rostock, womit die erfolgreichste Zeit des Vereins begann. 1995 wurden die Frauen Meister der Regionalliga Nordost und stiegen in die Frauen-Bundesliga auf. Doch schon nach einem Jahr mussten sie wieder absteigen. In der Saison 2004/05 stieg das Team auch aus der Regionalliga ab, und die Abteilung wechselte geschlossen zum SV Hafen Rostock. Die Mannschaft wurde auf Anhieb Meister der Verbandsliga Mecklenburg-Vorpommern und schaffte in der Aufstiegsrunde den sofortigen Wiederaufstieg. Nach dem erneuten Abstieg aus der Regionalliga 2008 spielt das Team viele Jahre lang in der Verbandsliga Mecklenburg-Vorpommern. Die Saison 2017/18, in der die Frauen in der Kreisliga Warnow spielten, war die letzte vollständig absolvierte Spielzeit. Zu Beginn der Saison 2018/19 wurde die Mannschaft vom Spielbetrieb zurückgezogen und nimmt seitdem nicht mehr am Ligabetrieb teil.
| Ligenübersicht Frauenbereich | Ligenübersicht Frauenbereich            | Ligenübersicht Frauenbereich |
| ---------------------------- | --------------------------------------- | ---------------------------- |
| 1978–1991                    | DDR-Bestenermittlung                    | BSG Post Rostock             |
| 1991–1993                    | Oberliga-Nordost                        | F.C. Hansa Rostock           |
| 1993–1995                    | Oberliga-Nordost                        | Polizei SV Rostock           |
| 1995/96                      | Bundesliga                              |                              |
| 1996–2004                    | Oberliga Nordost                        |                              |
| 2004/05                      | Regionalliga Nordost                    |                              |
| 2005/06                      | Verbandsliga Mecklenburg-Vorpommern     | SV Hafen Rostock             |
| 2006–2008                    | Regionalliga Nordost                    |                              |
| 2008–2017                    | Verbandsliga Mecklenburg-Vorpommern     |                              |
| 2017–2018                    | Kreisliga Warnow Mecklenburg-Vorpommern |                              |

### Nachwuchsarbeit
Für die Saison 2024/2025 sind insgesamt 15 Nachwuchsmannschaften im Spielbetrieb gemeldet. Diese setzen sich wie folgt zusammen: eine A-Jugend, drei B-Jugendmannschaften, zwei C-Jugendmannschaften, zwei D-Jugendmannschaften, vier E-Jugendmannschaften, zwei F-Jugendmannschaften und eine G-Jugendmannschaft. Die Ligen reichen dabei von der Kreisliga bis zur Landesliga. In der Saison 2023/2024 spielten die B1-Junioren in der Verbandsliga.

### Personen von besonderer Bedeutung
- Gernot Alms,
Nachwuchsspieler bis 1981, danach 190 Oberligaspiele für Hansa Rostock, 57 DDR-Junioren- und Nachwuchsländerspiele
- Bernd Arnholdt,
1989 bis 1990 bei SHR, vorher 76 Oberligaspiele für Hansa Rostock, 16 Nachwuchsländerspiele
- Andreas Babendererde,
Jugendspieler bis 1970, danach 137 Oberligaspiele für Hansa Rostock
- Wolfgang Barthels,
1970 bis 1975 bei SHR, vorher 221 Oberligaspiele für Hansa Rostock, 2 A-Länderspiele
- Dietrich Kehl,
1981 bis 1985 bei SHR, vorher 101 Oberligaspiele für Hansa Rostock, 16 Nachwuchs- und 1 B-Länderspiel
- Norbert Littmann,
ab 1989 bei SHR, vorher 169 Oberligaspiele für Hansa Rostock
- Michael Mischinger,
ab 1987 bei SHR, vorher 181 Oberligaspiele für Hansa Rostock, 41 Nachwuchsländerspiele
- Herbert Pankau,
1971 bis 1975 bei SHR, vorher 257 Oberligaspiele für Hansa Rostock, 25 A-Länderspiele
- Frank Rillich,
Jugendspieler bis 1976, danach 112 Oberligaspiele für Hansa Rostock, 24 Nachwuchsländerspiele
- Gerd Sackritz,
1974 bis 1976 bei SHR, vorher 201 Oberligaspiele für Hansa Rostock, 3 Nachwuchsländerspiele
- Klaus-Dieter Seehaus,
Trainer von 1974 bis 1978, vorher 261 Oberligaspiele für Hansa Rostock, 10 A-Länderspiele
- Peter Sykora,
1979 bis 1984, vorher 99 Oberligaspiele für Hansa Rostock, 32 Nachwuchsländerspiele
- Susann Utes,
2007/2008 Fußballspielerin beim SV Hafen Rostock, ab 2008 Bundesligaspielerin beim FF USV Jena
- Florian Weichert,
1988/89 bei SHR, 134 Oberliga- und Bundesligaspiele für Hansa Rostock
- Nicole Zweigler,
2011 bei SV Hafen Rostock, 34 Bundesligaspiele für den HSV
- Kurt Zapf,
Trainer bis 1974, vorher 205 Oberligaspiele für Hansa Rostock, 4 A-Länderspiele
- Jennifer Zietz,
1989/90 Fußballspielerin bei Post Rostock, seit 1999 Bundesligaspielerin beim 1. FFC Turbine Potsdam, ab 2005 Nationalspielerin

## Entwicklung der Abteilung Tischtennis
Die Tischtennisabteilung des Seehafens Rostock wurde am 5. Dezember 1968 gegründet und entstand aus der Volkssportbewegung. Mit 17 Gründungsmitgliedern, darunter die bis heute aktiven Gustav Pollak und Jürgen Bergmann, entwickelte sich die Sektion schnell zu einem wichtigen Teil der Betriebssportgemeinschaft. Herren-, Damen-, Jugend- und Kindermannschaften nahmen an Wettkämpfen wie den Spartakiaden, dem Ostseepokalturnier und den Punktspielrunden der Kreisliga teil. 1976 waren vier Herren-, zwei Damen-, eine Jugend- und eine Kindermannschaft aktiv. 2018 gehören der Abteilung 30 Mitglieder an, wobei der Schwerpunkt auf der Nachwuchsförderung liegt, um das Durchschnittsalter der Sparte zu senken.
In der Saison 2024/2025 gehören insgesamt 90 Mitglieder der Abteilung an, darunter zahlreiche Kinder und Jugendliche. Die Nachwuchsförderung wird fortgesetzt, und der Verein stellt seit 2018 zwei Jugendmannschaften, die derzeit in der Landesliga aktiv sind. Im Erwachsenenbereich sind in dieser Saison sieben Mannschaften im Spielbetrieb gemeldet. Die erste Mannschaft tritt in der Landesliga an, die zweite Mannschaft in der Bezirksliga.

## Entwicklung der Abteilung Volleyball
Die Volleyballabteilung des VEB Seehafen Rostock entstand 1965 aus der Volkssportbewegung und startete mit 15 Mitgliedern in der Stadtliga, wobei sie schnell in die Bezirksliga aufstieg. In den folgenden Jahren erzielten die Männer einige Erfolge, darunter Bezirksmeistertitel 1966/67 und 1968/69 sowie den Aufstieg in die DDR-Liga 1969. Die Mannschaft pendelte in den 70er Jahren zwischen DDR- und Bezirksliga. Mitte der 70er waren drei Männermannschaften aktiv, und 1980 wurde eine Damenmannschaft integriert, deren Aufbau vor allem Peter Schneider vorantrieb. Nachwuchsarbeit wurde intensiv betrieben, mit mehreren Schülerteams im Spielbetrieb.
Nach einem Abstieg in die Bezirksklasse 1985 gelang den Männern 1986 der Wiederaufstieg in die Bezirksliga. Nach der Wende glänzten vor allem die Damen, die 1996 in die Landesliga aufstiegen, diese bis 1999 halten konnten und ab 2000 in der Bezirksliga mittlere Plätze belegten. Ein Abstieg in die Bezirksklasse 2003 wurde 2004 wieder wettgemacht. Zwischen 2004 und 2008 erreichte das Team mehrfach den dritten Platz, bevor es 2009 erneut in die Landesliga aufstieg. 2010 begann die Jugendarbeit mit einer neuen Mädchenmannschaft für 8- bis 12-Jährige. Ziel der Saison 2011/12 war der Klassenerhalt in der Landesliga.
In der Saison 2024/2025 verfügt der Verein über eine Damenmannschaft, die in der Verbandsliga spielt. Derzeit gibt es keine Nachwuchsmannschaften im Volleyball. Pläne zur Wiederaufnahme des Nachwuchstrainings sind jedoch vorhanden.

## Ehemalige Abteilungen
Der Verein hatte neben Tischtennis und Volleyball zahlreiche weitere Sparten:
1. Freizeit- und Erholungssport (seit 1954): Massensportarten wie Volleyball, Fußball, Handball, Kegeln und Schießen; größte Sektion mit bis zu 800 Mitgliedern.
2. Handball (1962–1990): Männer- und Frauenmannschaften, mit Erfolgen bis zur DDR-Liga.
3. Kegeln (1962–2008): Disziplinen Bohle und Bowling mit zahlreichen Bezirks- und DDR-Meistertiteln.
4. Wandern und Touristik (1978–2002): Wanderungen und Wegemarkierung, mit bis zu 46 Mitgliedern.
5. Schach (1970–1990): Teilnahmen an nationalen und internationalen Turnieren, Aufstiege bis zur Oberliga.
6. Kanusport (1978–1990): Kanusport auf der Warnow, erfolgreiche Jugendförderung und Spartakiaden-Erfolge.
7. Tennis (ab 1986): Kinder- und Jugendsport im Fokus, ab 1986 eigenständige Sektion.
8. Segeln (1962–1990): Bedeutsame DDR-Sektion mit Erfolgen bei Ostseeregatten und in der Nachwuchsförderung.
9. Eishockey (1985–1990): Freundschaftsspiele und Teilnahme an DDR-Bestenermittlungen, später im Rostocker Eishockeyclub integriert.
10. Judo (1978–1990): Nachwuchsförderung und Teilnahme an Bezirksmeisterschaften.
11. Reiten (1970–1988): Organisierter Reitsport, Kooperation mit LPG Mandelshagen, später aus strukturellen Gründen aufgelöst.
12. Rugby (1994–1998): Als Dierkower Elche mit Kinder- und Jugendmannschaften dem Verein bei- und aufgrund organisatorischer Schwierigkeiten 1998 wieder ausgetreten.
Alle Sparten wurden 1990 nach der Entflechtung der BSG Schiffahrt und Hafen Rostock entweder aufgelöst oder in neue Vereine integriert. Geblieben sind die Sportarten Fußball, Tischtennis und Volleyball.